# تسخیرشده (مجموعه تلویزیونی)
تسخیرشده یک مجموعه تلویزیونی ساخت کشور کره جنوبی با موضوع جنایی، تخیلی و ترسناک است از مارس ۲۰۱۹ بر روی آنتن شبکه OCN رفت. بازیگران اصلی این سریال سونگ سای بایوک، گو جون هی، یئون جون هیون و جون هان سان ایفای نقش می‌کنند.